# Oncideres dalmanii
Oncideres dalmanii là một loài bọ cánh cứng trong họ Cerambycidae.